# Columbia-Revelstoke (circonscription britanno-colombienne)
Pour les articles homonymes, voir Columbia et Revelstoke.
Circonscription électorale provinciale du Canada
Columbia-Revelstoke est une ancienne circonscription provinciale de la Colombie-Britannique représentée à l'Assemblée législative de la Colombie-Britannique de 1933 à 1937.

## Géographie
La circonscription était située dans le sud-est de la province.

## Liste des députés
| Législature                                         | Années                                              | Député                                              | Député                                              | Parti                                               |
| Columbia-Revelstoke Issue de Columbia et Revelstoke | Columbia-Revelstoke Issue de Columbia et Revelstoke | Columbia-Revelstoke Issue de Columbia et Revelstoke | Columbia-Revelstoke Issue de Columbia et Revelstoke | Columbia-Revelstoke Issue de Columbia et Revelstoke |
| --------------------------------------------------- | --------------------------------------------------- | --------------------------------------------------- | --------------------------------------------------- | --------------------------------------------------- |
| 18e                                                 | 1933–1937                                           |                                                     | William Henry Sutherland                            | Libéral                                             |
| Circonscription abolie, voir Revelstoke             |                                                     |                                                     |                                                     |                                                     |